# Adjunto da jurema

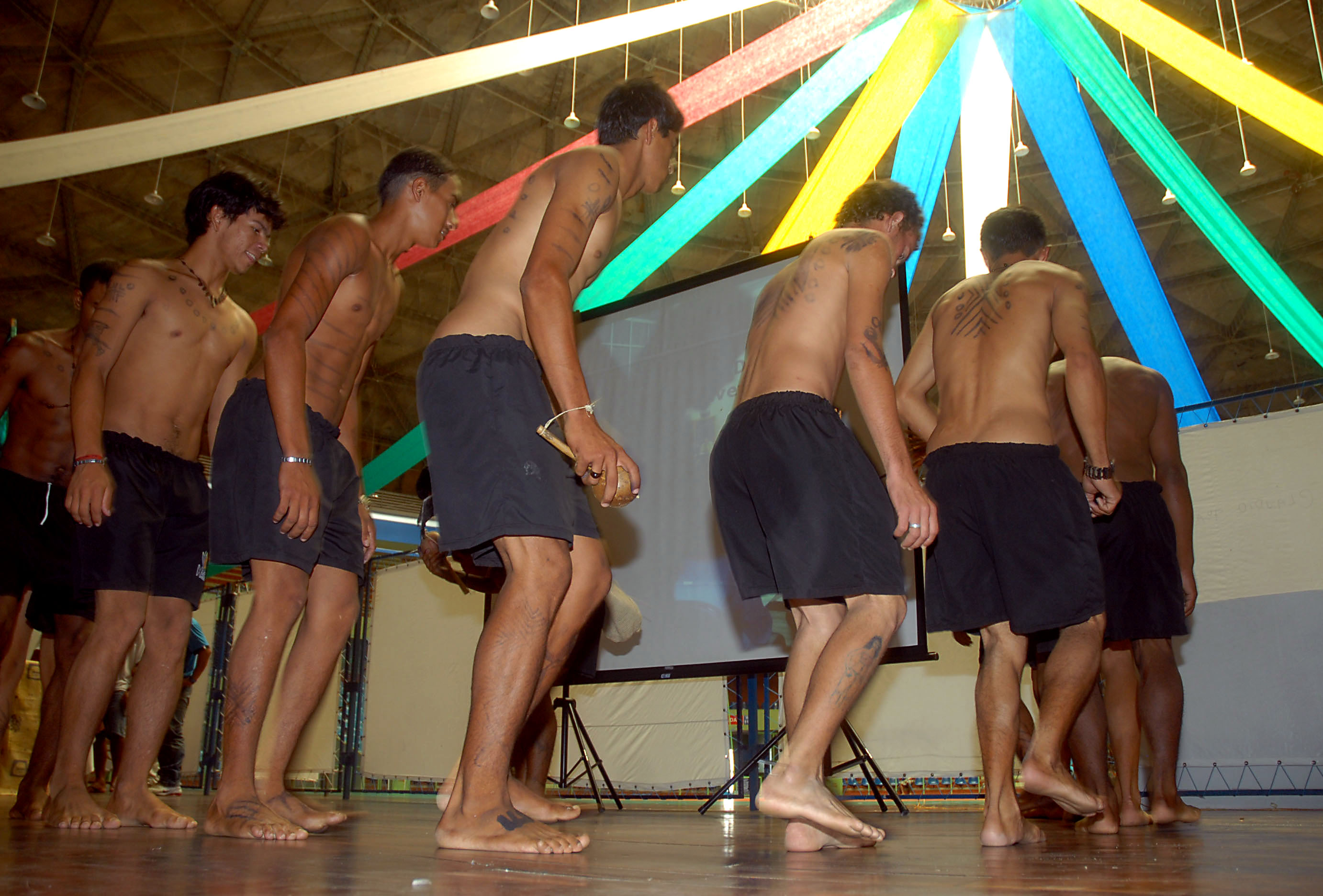
Dança do Toré, dos índios Capinauá

Adjunto de Jurema é um dos nomes pelos quais foram descritos historicamente rituais que faziam parte do hoje chamado "complexo ritual da jurema".
Indígenas que habitam o Nordeste brasileiro preparam uma bebida especial, sagrada, utilizada em rituais mágico-religiosos, bebida feita com partes da planta de mesmo nome - Jurema -, acrescida de outros elementos de origem vegetal. Tal bebida favorece a obtenção do transe místico durante rituais que no século XVII é XVIII eram chamados "adjunto de jurema" (uma dança coletiva Tupi, segundo Luís da Câmara Cascudo, no livro Meleagro).
O folclorista Luis da Câmara Cascudo, na página de seu Dicionário do Folclore Brasileiro (Rio de Janeiro. Ed. Ouro. 1969)  assim se refere ao “ADJUNTO DE JUREMA” no corpo do seu verbete sobre “ADJUNTO”: "(...) No Rio Grande do Norte, até fins do séc. XVIII, teve acepção de reunião de conluio, ajuntamento ilegal para prática reprovada. Nesse documento que descobri no arquivo da Catedral de Natal, vê-se que o defunto era criminoso por ter participado de um adjunto de jurema, palavra que encobria um ato de rebeldia religiosa dos indígenas, reavivando sua perdida religião: "Aos dois de junho de mil setecentos e cinquenta e oito anos faleceu da vida presente Antônio, índio preso na cadeia desta cidade, por razão do sumário, que se fez contra os índios da aldeia de Mepibu, os quais fizeram adjunto de jurema, que se diz supersticioso; de idade de vinte e dois anos, ao julgar, e pouco mais, ou menos; faleceu confessado e sacramentado; foi sepultado no adro desta Matriz de Nossa Senhora da Apresentação da Cidade do Natal do Rio Grande do Norte; foi encomendado pelo Reverendo Coadjutor João Tavares da Fonseca; e pelo seu assento fiz este, em que por verdade me assinei: Manuel Correia Gomez, Vigário." (pg.37)  (grifamos).
No ano de 1742 é descrito numa denúncia ao rei de Portugal o ritual da Jurema praticado pelos índios Sucuru e Canindé aldeados na Missão da Boa Vista no Brejo Paraibano:
... uzão dehuma bebida de huma rais que chamão Jurema; que transportando-os do seu Sintido ficão como mortos, equando entrão emSi dabebedeira, Contão as vizoens que o diabo lhes Reprezenta, Senão he que emSpirito os Leva as partes deque dão noticia. (CARTA do capitão-mor da Paraíba, Pedro Monteiro de Macedo ao rei D. João V. 1742, setembro, 22, Lisboa. AHU_ACL_CU_014, Cx. 11, D. 966.)
O mesmo autor (CASCUDO), em seu “Meleagro: pesquisa do Catimbó e notas da magia branca no Brasil” ( Rio de Janeiro: Ed. Livraria Agir. 1978) mais uma vez se refere a tais reuniões praticadas pelos índios como "Adjunto de Jurema":
“Os indígenas, catequizados por fora, ficaram por dentro com sua crença. E, quando possível, satisfaziam o ritual defeso, dançando a dança de Jurupari ao som dos maracás e roncos dos instrumentos sagrados [...]. Uma festa secreta dessa indiada, no século XVIII, dizia-se "adjunto de jurema". Adjunto é reunião, sessão, agrupamento. Faziam a bebida com a jurema e bebiam-na no meio de cerimônias que não deixaram rasto. Era remédio, alegria, desabafo e sublimação. Bebiam, sonhavam, amavam. Pensam todos que as festas valiam o atrevimento inaudito da realização clandestina [p. 27-28].” (grifamos)
Segundo Estêvão, 1936 que visitou os Pancararús de Brejo dos Padres em Taracatú, Pernambuco , a festa da jurema ou do ajucá é essencialmente religiosa e de caráter reservado, nem todos os habitantes da aldeia podem a ela comparecer. Iniciava-se após o preparo da jurema, sentados em círculo onde bebia-se o preparado da jurema colocado no centro do círculo e fumava-se os cachimbos acesos pelo chefe e dois de seus assistentes, que passavam de mão em mão até correr toda roda, nas palavras de Estevão: "Quando voltaram aos donos, uma das cantadeiras, tocando o maracá, principiou a cantar. Era uma invocação a Nossa Senhora, na qual se pedia paz e felicidade para a aldeia. Depois, vieram as toadas pagãs dirigidas aos encantados. De vez em quando, no decorrer da cantiga, ouviam-se, porém, os nomes de Jesus Cristo, Deus, Mãe de Deus, Nossa Senhora, Padre Eterno e, às vezes, também, o nome do padre Cícero."
Contemporaneamente, no contexto do neoxamanismo, neopaganismo, umbanda, catimbó, esoterismo e outras manifestação espiritualistas e/ou religiosas, alguns grupos e agremiações adotaram a denominação "ADJUNTO DE JUREMA"  para suas práticas ou reuniões envolvendo o consumo cerimonial da ancestral bebida à base de Jurema: Há vários exemplos.
Já o termo Adjunto da Jurema (usando o conectivo "da" ao invés do "de"), é um nome próprio que se refere a denominação de um dos (acima referidos) grupos que fazem parte do atual "complexo ritual da jurema" e que consagra em seus rituais a bebida sagrada a que eles chamam AJUCÁ : trata-se do  "ADJUNTO DA JUREMA - ORDEM DA JUREMATAIA" , de orientação voltada ao esoterismo cristão, e que adotou essa denominação como nome próprio de sua agremiação, apresentando-se oficialmente como "Adjunto da Jurema, ordem adjunta sob os auspícios da Ordem da Juremataia".